# 사메촌
사메촌(鮫村)은 아오모리현 산노헤군에 존재했던 촌이다. 현재의 하치노헤시 사메정에 해당한다.

## 연혁
- 1889년 4월 1일 - 정촌제 시행에 의해 산노헤군 하마도리촌의 일부, 가나하마촌과 합병해, 사메촌이 발족하였다.
- 1929년 5월 1일 - 미노헤군 하치노헤정, 고나카노정, 미나토정과 합병해 하치노헤시를 신설해 소멸하였다.

## 참고문헌
- 『市町村名変遷辞典』東京堂出版、1990年。